# Боготасо

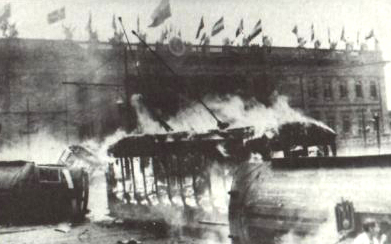
Горящий трамвай на площади Боливара.

«Богота́со» — вооруженное восстание в Боготе (Колумбия), произошедшее в 1948 году.
При не вполне выясненных обстоятельствах погиб популярный лидер Либеральной партии Колумбии Хорхе Гайтан. Разъярённая толпа погналась за убийцей и линчевала его. По радио прозвучало воззвание граждан страны к восстанию против правящей Консервативной партии. Толпа осадила президентский дворец, на улицах Боготы жгли машины, трамваи, автобусы и дома, отмечались массовые случаи мародёрства. Лидеры Либеральной партии пытались утихомирить восставших, но это было бесполезно. Восставшими были открыты тюрьмы, а заключённых выпустили на свободу. Правительство для подавления восстания прибегло к силе. В результате беспорядков погибло около 3 000 человек, 20 000 ранено, общий ущерб по тогдашним ценам составил 600 000 000 долларов.
Как раз в апреле 1948 года в Боготе проводилась 9-я Панамериканская конференция, среди присутствовавших на ней был и Фидель Кастро — будущий лидер Кубы, на которого происходящее, по-видимому, произвело большое впечатление. В своих работах он неоднократно возвращался к этой теме, используя «Боготасо» и как пример неудачных попыток «левых» добиться поставленных задач парламентским путём, и как образчик противодействия этому «правых».
После этого в стране водворился политический хаос, разгорелась гражданская война, особенно в сельской местности, где на политический конфликт между консерваторами, с одной стороны, и либералами и коммунистами, с другой, накладывался экономический: латифундисты сгоняли с земель крестьян, а крестьяне оказывали сопротивление и даже создавали свои «республики» — Риочикито. Война завершилась в 1958 году подписанием пакта о разделе административных постов в государстве между Либеральной и Консервативной партиями; в результате гражданской войны в Колумбии погибло, по разным оценкам, от 150 000 до 400 000 человек.